# 司麥特Fortwo
司麥特Fortwo是法国司麥特公司（戴姆勒公司子公司）出品的極小型車型號，只有2人座位，後置引擎後輪驅動，可選用電子控制自動手排變速器，車身特別短，一個標準泊車車位可以停泊三部Smart Fortwo的。第二代司麥特Fortwo還有全球最小的市售汽車用柴油引擎可選，直列三氣缸渦輪增壓，排氣量799cc，54匹馬力，英國政府測試市區與高速平均每加侖跑83.1英哩〈每公升跑35.33公里〉，省油性十分優良。

## 圖集

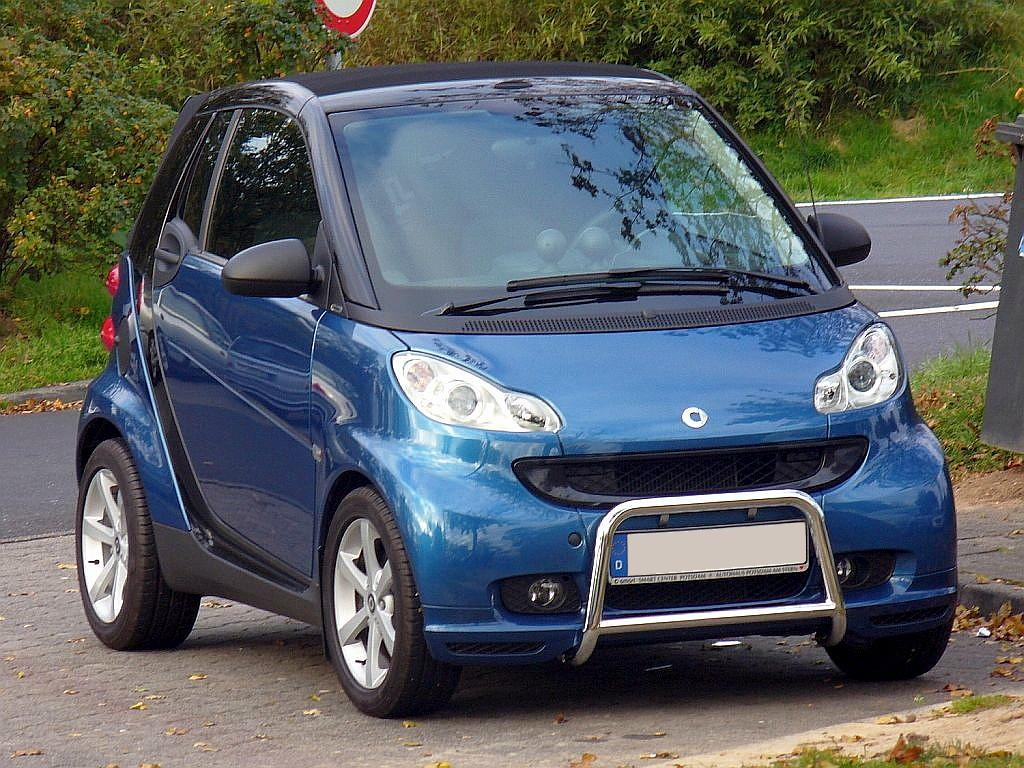
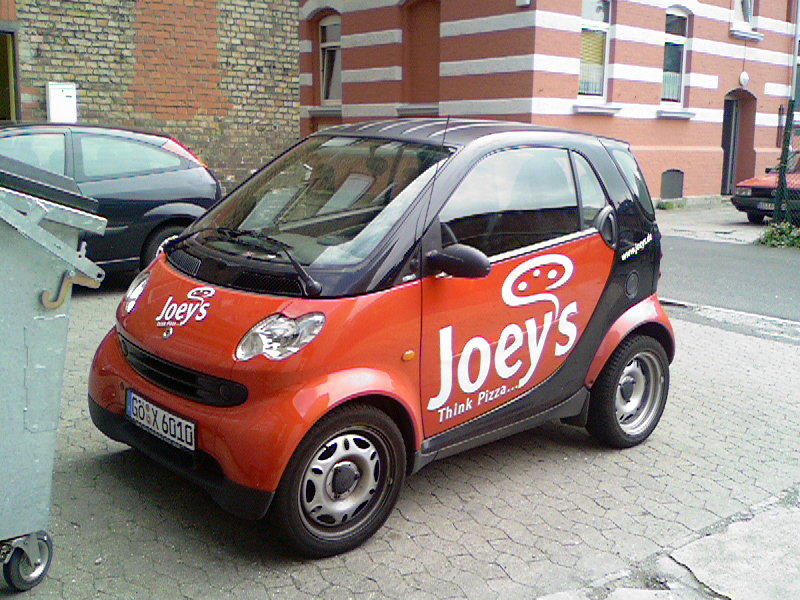
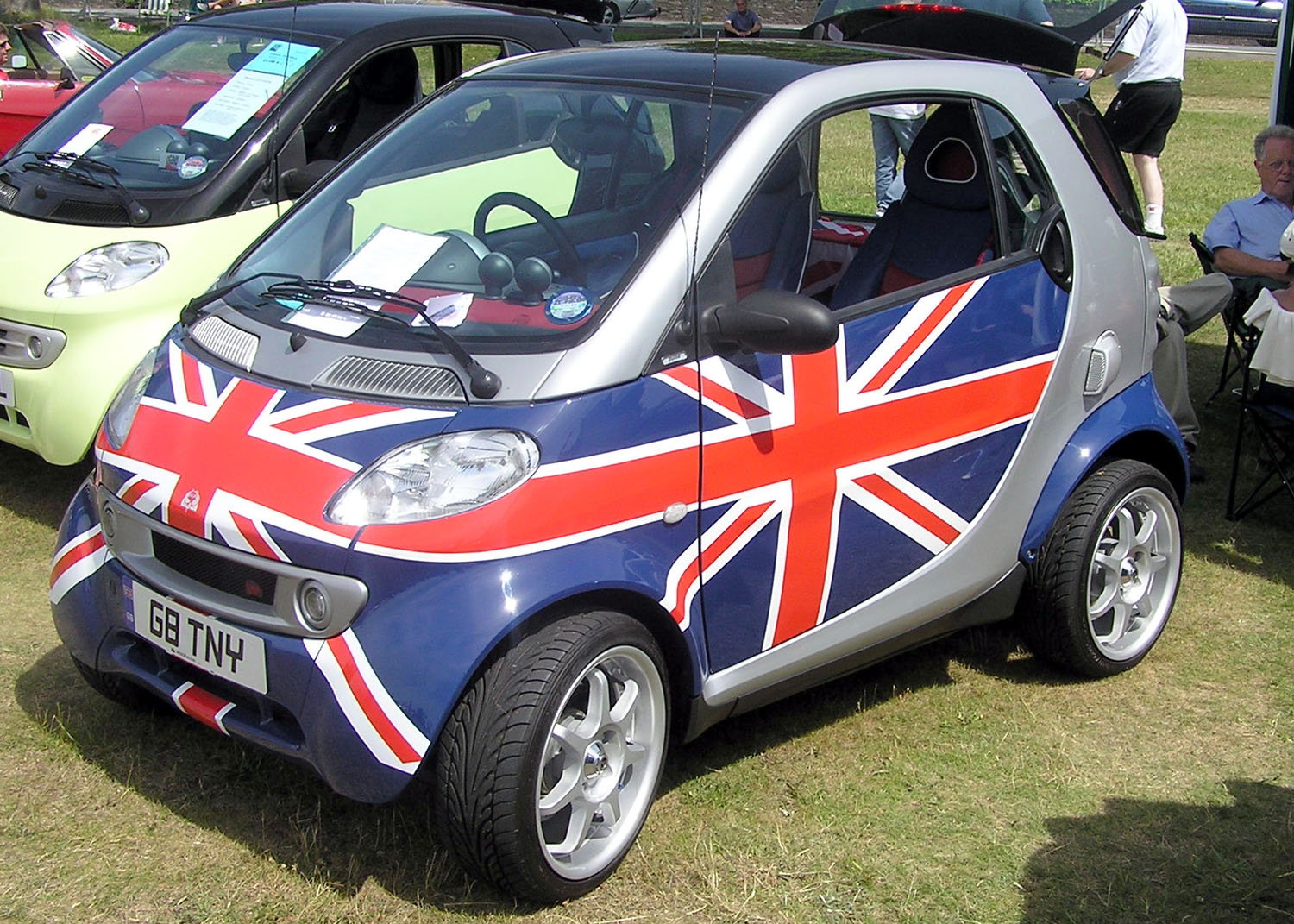
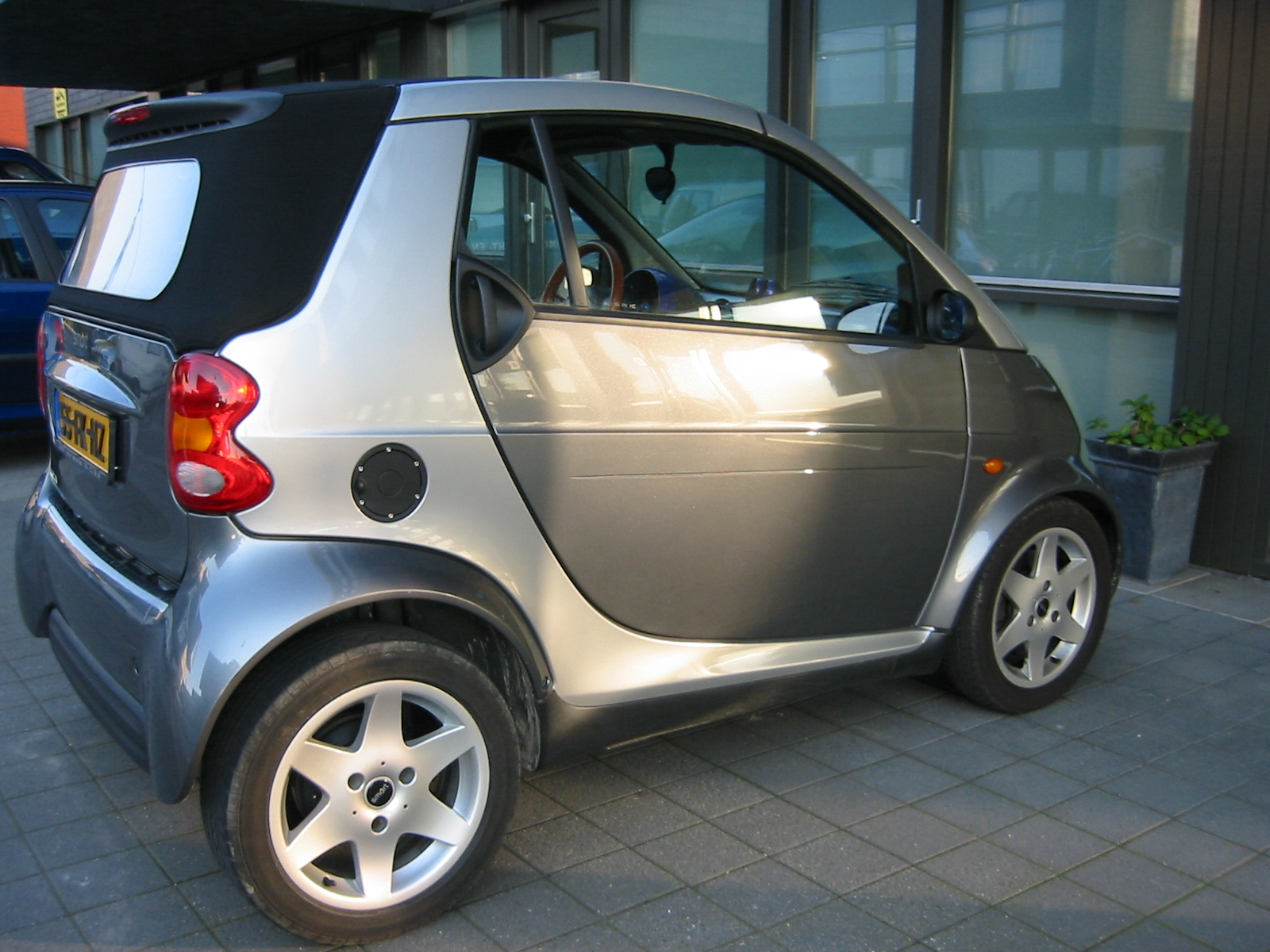
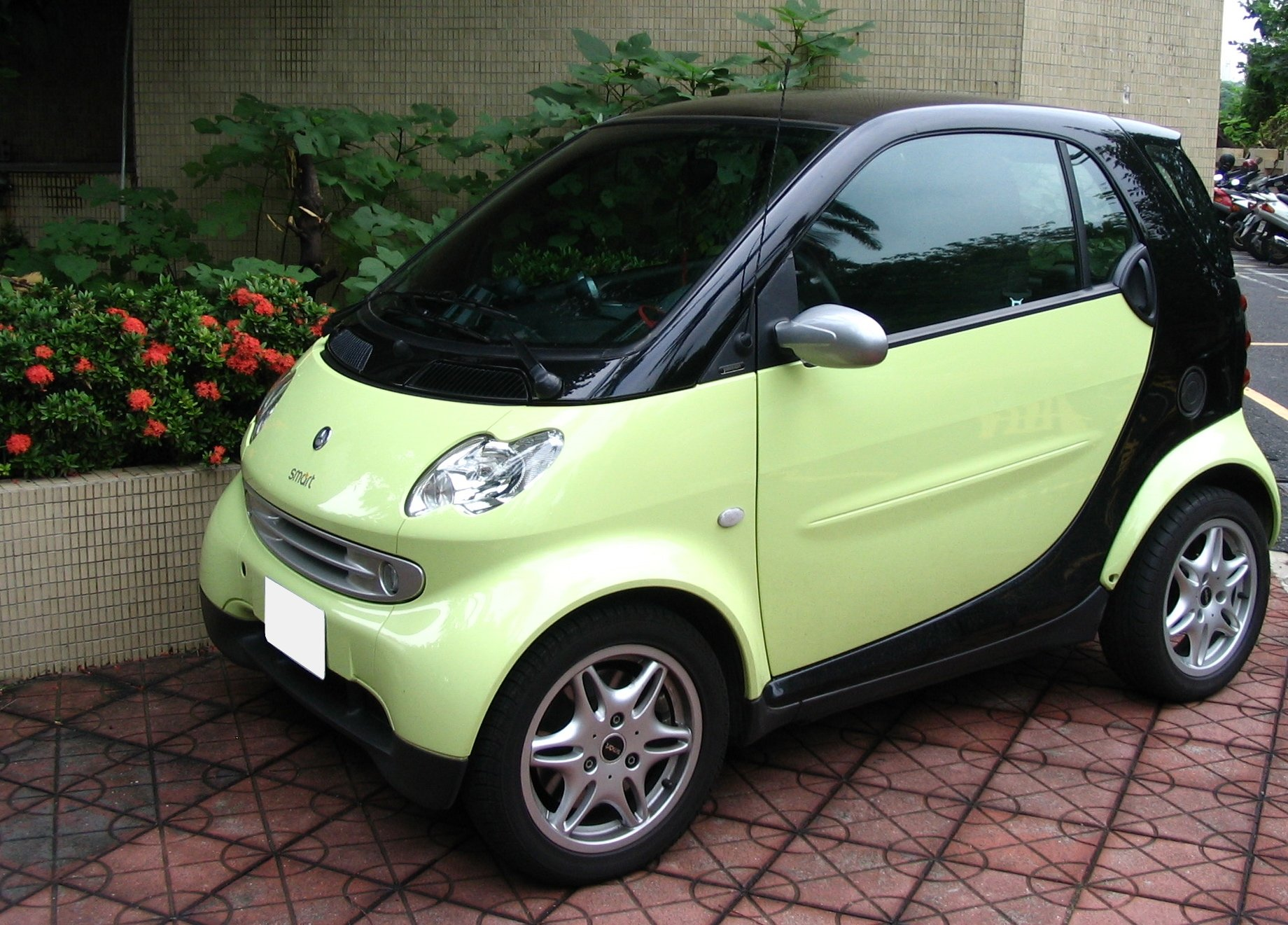
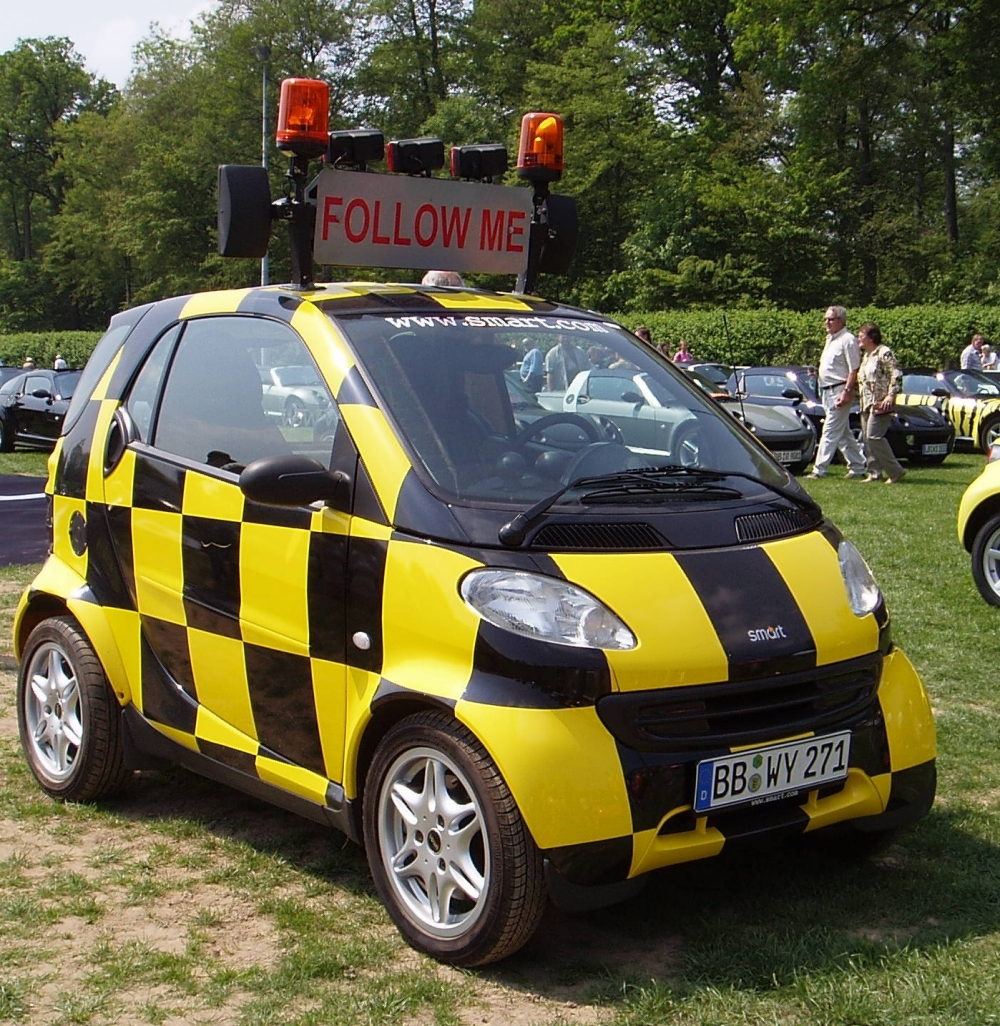
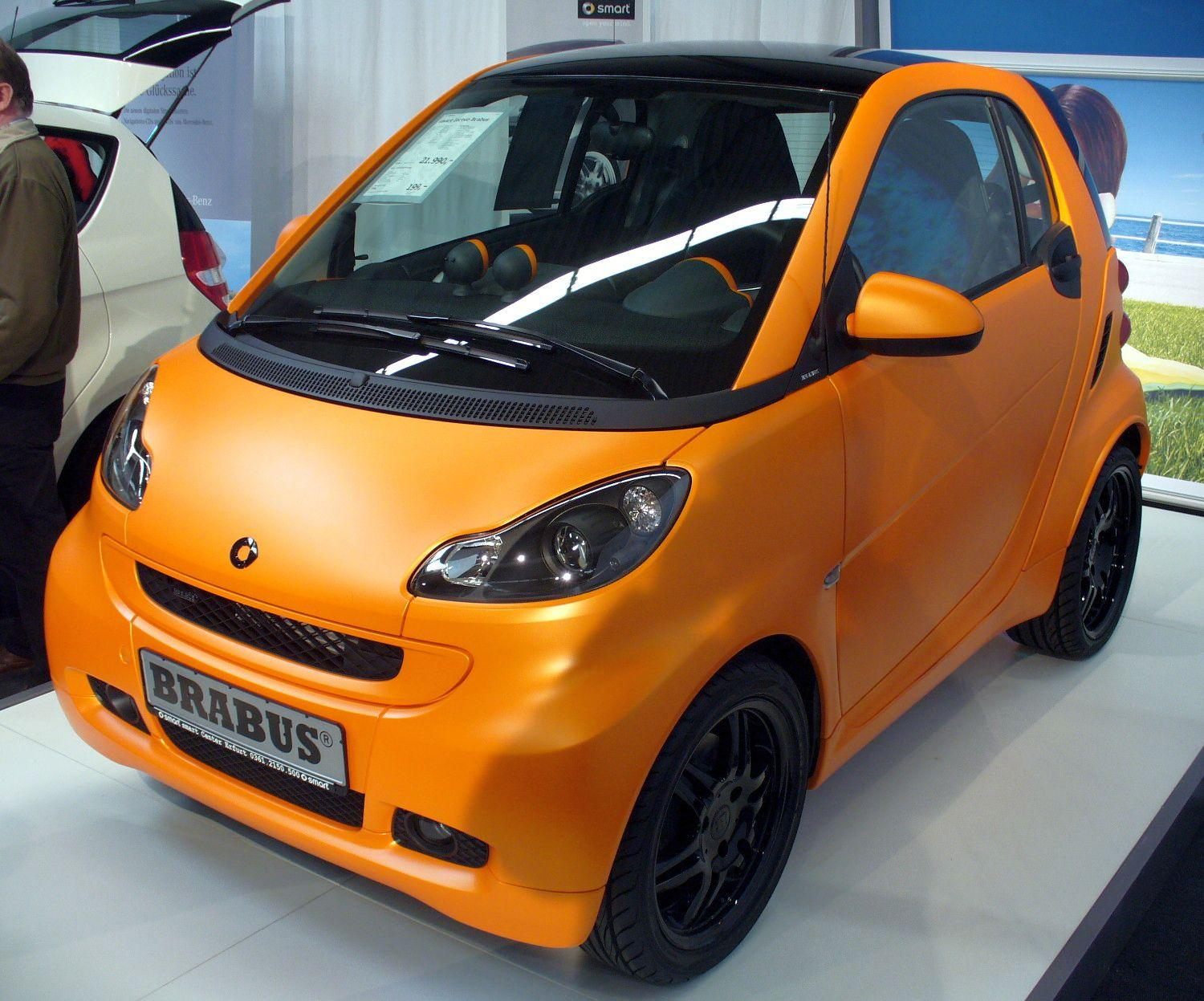
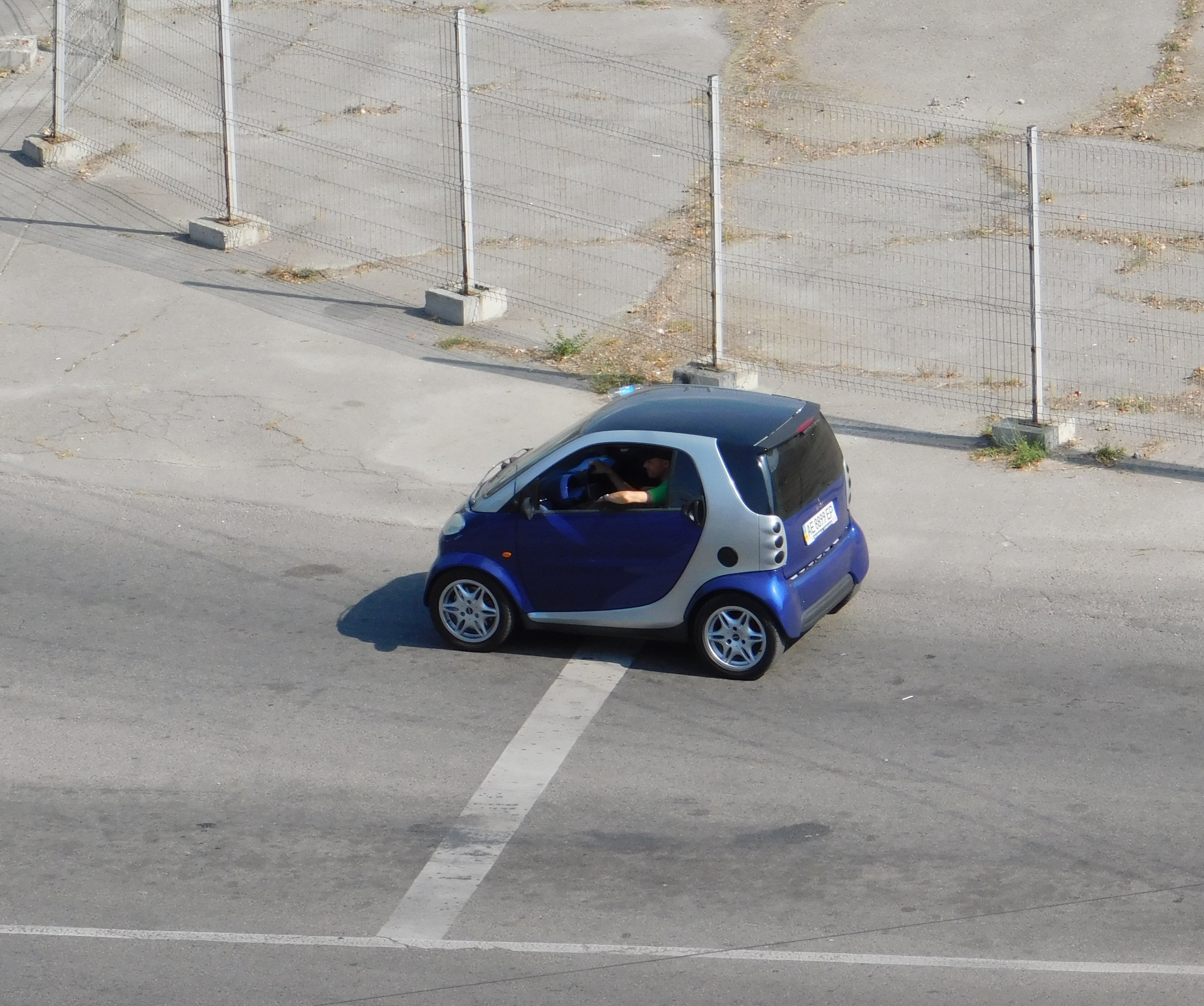

## 各地的情形

### 司麥特在中国大陆
司麥特Fortwo 在2008年北京车展亮相，并在2008年10月1日开始预售，而且在12个城市开展smart自动售卖机的巡展。
在中国大陆销售的型号为欧洲2007年版的Smart fortwo 451，配备999c.c（52千瓦）MHD汽油发动机，分为硬顶Coupé和软顶敞篷Cabrio两种类型，每种类型又分为标准版和Style版两种配置，价格范围从人民幣15.8万到20.6万元不等。

### smart在香港
在香港，司麥特由仁孚行代理。現出售的fortwo為第二代型號，分別為coupe、cabrio及hybrid。

### 司麥特在台灣
1998年司麥特Fortwo在1998年就已引進台灣，從600c.c到700c.c和最近上市的1000c.cMHD版都有，有敞蓬版、硬頂和玻璃頂設計。

### 司麥特在日本
司麥特Fortwo排氣量雖小卻安裝了渦輪增壓器，曾在日本推出滿足按輕型車優惠而不使渦輪增壓器的版本，因為競爭不過四座位的日本輕型車而停產。